# Boel Lindberg
Anna Martha Boel Lindberg, född 2 maj 1941 i Hässleholm, gift Thulin 1965–1976, och sedan 1993 gift med Gunnar Olofsson,  är en svensk musikolog. Hon blev fil. lic. vid Lunds universitet 1992 med avhandlingen Text and music in Johann Hermann Schein's Israelsbrünnlein (1623) och fil. dr 1997 med avhandlingen Mellan provins och parnass: John Fernström i svenskt musikliv.Hon blev docent vid Lunds universitet 2000 och professor i musikvetenskap vid Växjö universitet 2004.  Lindberg var ordförande i Svenska samfundet för musikforskning 2007-2009 och bidrog till att bygga upp en musikvetenskaplig institution på Växjö universitet (som sedan 2010 är en del av Linnéuniversitetet) vid vilket lärosäte hon nu är professor emerita.